# Ligonipes synageloides
Ligonipes synageloides is een spinnensoort in de taxonomische indeling van de springspinnen (Salticidae).
Het dier behoort tot het geslacht Ligonipes. De wetenschappelijke naam van de soort werd voor het eerst geldig gepubliceerd in 1915 door Szombathy.